# Трос
Трос (грч. Τρώς [], лат. Tros) је дардански краљ, син краља Ерихтонија и његове жене Астиохе.

## Митологија
Трос је био унук Дардана, оснивача Дарданског краљевства, на чији је престо Трос ступио после смрти свог оца, краља Ерихтонија. Док је Трос владао Дарданијом то је било целовито краљевство, а његовом смрћу Дарданија се поделила на два дела. У смањеној Дарданији краљ је постао Тросов старији син Асарак, а у отцепљеној Троади, млађи Ил, који је ту основао нови град Илиј, који је данас познатији као Троја.
Осим синова Асарака и Ила, Трос је, са својом женом Калиројом имао и сина Ганимеда, али он није постао нигде владар, јер га је највиши бог Зевс узео код себе на Олимп за виноточиоца богова. У замену за сина Ганимеда, Зевс је Тросу дао најлепше коње на свету.
Тросови потомци, са стране његовог сина Асарака били су краљеви Капије и Анхиз, владари Дарданије, а са стране сина Ила, Пријам и Леомедонт, владари у Троади. Владавина Тросових потомака се завршила са падом Троје. Хектор, Пријамов син је погинуо у одбрани Троје. Анхизов син Енеја иселио се после пада Троје у Италију и тамо основао град Лавиниј, од којег је касније настао град Рим.
Мада се краљ Трос није истакао ничим особитим у свом животу, али његово име живи у имену Троје, и Хомеровим еповима.